# Prediking van Paulus
De Prediking van Paulus of Preek van Paulus (Latijn: Praedicatio Pauli) is een tekst waarnaar verwezen wordt in het boek De Rebaptisme (3e eeuw?), dat onterecht wordt toegeschreven aan Cyprianus van Carthago (daarom wordt de auteur van De Rebaptisme 'Pseudo-Cyprianus' genoemd).
Volgens Pseudo-Cyprianus is de Prediking van Paulus een "ketterse vervalsing" die onder meer beweert dat Jezus ooit zijn zonden had bekend. Het Doopsel van Jezus zou zijn geschied om hem van de zonde te ontdoen. Dit ging in tegen de proto-orthodoxe leer dat Jezus en zijn moeder Maria altijd al vrij van zonden waren. Daarom moest het geschrift volgens Pseudo-Cyprianus worden uitgesloten van de Bijbel. Derhalve kan het gerekend worden tot de apocriefen van het Nieuwe Testament.
De originele tekst van de Prediking van Paulus is niet bewaard gebleven, dus de inhoud ervan is onbekend. De Duitse nieuwtestamenticus Wilhelm Schneemelcher (1914–2003) concludeerde dat dit geschrift waarschijnlijk wel bestaan heeft, maar niet verward moet worden met de Prediking van Petrus en ook niet met de Handelingen van Paulus.